# عرجان (عجلون)
عرجان بلدة تقع في جهة الشمالية من مدينة عجلون شمال الأردن وتبعد حوالي 12 كم عن مدينة عجلون وحوالي 45 كم عن مدينة إربد وتعد آخر القرى التابعة لمحافظة عجلون من الجهة الشمالية وتمتاز بجبالها المرتفعة التي يتراوح ارتفاعها من 700-1000 متر عن سطح البحر وتشرف قسم من جبالها على روابي فلسطين مقابل منطقة بيسان وتمتاز بكثرة ينابيعها حيث تقع ربوة تتوسط جبالا«عالية ينبع منها وادي الريان الذي كان يعرف سابقا» ببابيش حيث تكثر الخرائب القديمة على طول هذا الوادي الذي يشتهر بالبساتين وثمار هذه البساتين هي التين والرمان والزيتون.

## التاريخ
إن بلدة عرجان تعتبر من القرى القديمة في محافظة عجلون حيث تعتبر نقطة تجمع لجميع القرى المحيطة بها وكانت وما زالت تعرف اليوم بخيط اللبن ومكانتها الحالية هي بلا شك مأخوذة من مكانتها في الماضي باعتبارها من المناطق المأهولة سابقا«وورد اسمها ضمن الحقب التاريخية السابقة من خلال اسم الوادي الذي تقع علية وهو بابيش من الديكابوليس الاتحاد اليوناني وهي أحد مناطق جلعاد سابقا» وهذا ما تدل علية الخرائب والكهوف المنتشرة وهي خربة الدن تينة ام صويلح والذخيرة ورأس الخربة وتدل الآثار الموجودة على حضارات خرج منها العديد من العلماء.

## الينابيع والعيون
يضم وادي الريان من ثلاث عشر نبعا«وهي عين التنور، عين البيض، عين الفوقا وعين التحتا وينابيع كثيرة مياهها وافرة عذبة تغذي جميع البساتين التي تزيد مساحتها عن الف دونم تقريبا» لبلدتي عرجان وجديتا.

## المناخ
تمتاز بمناخها البارد في فصل الشتاء المعتدل في فصل الصيف

## السياحة
تعتبر هذه البلدة إحدى المناطق المهمة التي يأمها المتنزهون في فصل الصيف والربيع لانها على اتصال مع منطقة اشتفينا ويشاهد الزائر لهذه البلدة المناظر الخلابة بكثرة الأشجار المنتشرة على الجبال المحيطة بها وكأنها عروس محاطة بأكاليل الزهور حيث تبقى هذه البلدة في خضرة دائمة لكثرة المناطق المروية وتتوفر في وادي البلدة الشلالات العالية التي تتدفق فيها المياه وتكثر فيها الطواحين القديمة التي كانت تدار على قوة المياه حيث تطحن الحبوب لأغلب مناطق محافظة اربد وبعض قرى حوران.

## السكان
يبلغ عدد سكان البلدة حوالي 6 آلاف نسمة يعملون كغيرهم من أبناء ريف هذه البلدة في الزراعة ولكن لهذه البلدة طابع آخر يميزها عن غيرها وهي زراعة الأشجار المثمرة.

## الزراعة
تنتشر على سفوح جبالها أشجار اللوزيات وكروم العنب وفي واديها أشجار التين والرومان وتعتبر الزراعة المصدر الرئيسي لدخل أبنائنا وان اهتمام أهالي البلدة بزراعة الأشجار جعلهم يهجرون تربية الماشية التي كانت تشتهر بتربيتها سابقا«حيث تعتبر هذه البلدة أما لقرى خيط اللبن وهي القرى المحيطة بها وتمتد من قرية راسون شرقا» وحتى قرى الوهادنة والهاشمية وحلاوة غربا«على شفا غور الأردن وسميت مجموعة القرى بهذا الاسم لاستمرار اللبن فيها وعدم انقطاعه شتاء وصيفا» وبسبب كثرة المواشي الحلوبة.

## أعلام عرجان
خرج من عرجان العديد من العلماء في المدرسة اليقينية في عجلون ومنهم:
- محمد بن عبد الله بن الملك بن مكتوم العجلوني العرجاني الحنفي أخذ العلم في دمشق وحدث فيها وتوفي عام 772 هـ.
- أحمد بن محمد عبد الله بن سالم بن مكتوم العجلوني الأصل ولد سنة 707 هـ اشتغل بالحديث وتوفي سنة 781 هـ.
- عبد الله بن أبي عبد الله العرجاني كان من أتباع الشيخ أبي بكر الموصلي باشر أوقاف الجامع الأموي توفي بالمدينة المنورة عند عودته من الحج سنة 818 هـ.
- أحمد بن محمد عبد الله بن مالك بن مكتوم العرجاني الأصل ولد سنة 705 هـ اشتغل بالحديث وتوفى سنة 780 هـ.